# Кавказка Албания
 Тази статия е за историческата държава в Кавказ.  За държавата на Балканския полуостров вижте Република Албания.  
Албания, наричана още и Кавказка Албания, Агвания (на старогръцки: Αλβανεια; на латински: Albania; староперсийски: Арран; староарменски: Алуанк; новоарменски: Агванк) е историческата държава, възникнала през I век пр.н.е. на територията на Северен Азербайджан и Южен Дагестан, и заемала земите на север от река Кура чак до Каспийско море на изток. Населявана е от албанци (не трябва да се бъркат със съвременните албанци на Балканите), които първоначално представляват съюз от 26 племена, говорещи на различни езици от лезгинската подгрупа на дагестанската група кавказки езици.

## Древна история
За пръв път кавказките албанци се споменават по времето на Александър Велики. През 331 г. пр.н.е. те се сражават против армията на Александър на страната на персите в битката при Гавгамела, като част от войските на Атропат, персийския сатрап на Мидия. На историческата наука не е известно в каква зависимост са били от Атропат (или от цар Дарий III), и въобще били ли са под някаква зависимост или са участвали в персийската армия като наемници.
През 66 г. пр.н.е. кавказките албанци отново се споменават по време на походите на Помпей Велики. Преследвайки Митридат Евпатор, през Велика Армения Помпей достига Кавказ и в края на годината разполага войските си на зимен лагер на река Кура, на границата на Армения с Албания. Великият римски пълководец нямал планове за нахлуване в Албания, но към средата на декември албанският цар Ороз пресякал Кура и неочаквано атакувал и трите лагера на римската армия, но атаката била отбита. През следващото лято Помпей Велики, като възмездие, напада неочаквано Албания и напълно разгромява албанската войска, част от която обкръжава и избива, а друга – натиква и изгаря в околните гори. След разгрома Помпей сключва мир с албанците, като взима и заложници, които олицетворявали неговия триумф. В хода на тези събития историкът на Помпей Теофан Митиленски съставя първите подробни описания на Кавказка Албания, които са стигнали до нас благодарение на Страбон (География, 11.4):

"Албанците са доста привързани към скотовъдството и в това отношение са много близки до номадските народи. Въпреки това те не са диви, респективно – не са толкова войнствени. (…) Тамошните хора се отличават с красота и висок ръст, заедно с това те са простодушни. Обикновено не използват сечени монети и знаят да броят до не повече от 100. Занимават се само с разменна търговия. По отношение на останалите жизнени върпоси се отнасят с равнодушие. По върпосите на войната, държавното устройство и земеделието се отнасят безразлично. Въпреки това се сражават както в пеши строй, така и на коне в пълно бойно снаряжение, подобно на арменците.

Воюват по-добре от иберийците. Именно те въоръжават 60 хиляди пехотинци и 22 хиляди конници, с която многочислена армия излизат срещу Помпей Велики. Албанците са въоръжени със стрели и лъкове, носят ризници и големи продълговати щитове, а така също и шлемове от животинска кожа, подобно на иберийците. Албанците извънредно много обичат да ловуват и не толкова поради добрите им умения, а заради страстта им към това занимание.

Техните царе също така са забележителни. Въпреки че в миналото всяко разноезично племе се е управлявало от собствен цар, днес наистина при тях един цар управлява всички племена. Говорят на 26 езика, поради което трудно се женят един с друг. (…) Почитат Хелиос, Зевс и Селена, особено Селена, чието светилище се намира близо до Иберия. Задълженията на жрец при тях се изпълняват от най-уважавания човек след царя. Той е начело на голяма и гъстонаселена свещена област, като се разпорежда и с храмовите роби, обладани от Бога, много от които изричат пророчества. Този от тях, който, обладан от Бога, в уединение се скита по горите, свещеникът заповядва да бъде хванат и, вързан със свещената верига, да бъде хранен обилно цяла година. След това заедно с другите жертви на богинята го заколват. Жертвоприношението се извършва по следния начин. Някой от тълпата, добре запознат с това дело, излиза със свещено копие в ръка, с което следвайки обичая извършва човешко жертвопреношение, и го забива право в сърцето на жертвата. Когато тя се просне на земята, жреците гадаят за предзнаменования и ги обявяват на останалите. След това занасят тялото на жертвата на определено място и започват да го тъпчат с крака, като по този начин извършват обред на пречистване.
Старите хора при албанците са на прекомерна почит. И не само пред родителите, но и пред всички останали възрастни хора. Интересът към покойниците или дори споменаването им се смята за нечисто. Заедно с покойника албанците погребват и цялото му имущество, затова живеят в бедност, лишени от бащино наследство. "

Страбон преувеличива примитивността на кавказките албанци. Археологическите данни показват известно развитие на земеделието, добра керамика, изработена на грънчарско колело и така нататък. Несъмнено е обаче доста ниското развнище на развитие у кавказките албанци, особено в сравнение със съседите им арменци и дори иберийците. При тях едва се е била появила ранна форма на държавност във вид на съществуващ ранен племенен съюз.
Така или иначе през I век пр.н.е. Кавказка Албания вече е раннокласова държава. Неин главен град до 6 век е Кабала (Кабалака, Кабалак). Този град е съществувал до 16 век, когато е разрушен от войските на Сефевидите. Неговите руини се намират в Кабалинския район (преди – Куткашенски) на Азербайджан.
В свой надпис Октавиан Август споменава за „съюзните“ (под което нерядко се е разбирало васални) отношения с царете на Албания, както и с тези на Иберия и Мидия. Почти през целия I век пр.н.е в Кавказка Албания често са разполагани римски военни части, вероятно за да охраняват Дарялското дефиле от набезите на аланите, и една от тях дори е оставила надпис на брега на Каспийско море. През 116 г. Траян, за кратко превърнал Армения в римска провинция, като „дал на албанците цар“. След изтеглянето на римските легиони от Армения албанците останали в относително независимо положение. Бедствия, които върхлетяли Армения през 3 век, а също така и персийските нашествия, накарали много арменци да потърсят убежище в Кавказка Албания, което способствало за социалното и икономическо развитие на тази страна.

## Християнството като държавна религия
Албанците вярвали, че християнството било пренесено в земите им от Елише (Елисей), ученик на апостол Тадей, изтърпял мъченичество по тези земи. Фактически в Кавказка Албания християнството става държавна религия в началото на 4 век, когато цар Урнайр е покръстен от арменския просветител Свети Григорий, който назначил за епископ на Албания и Иберия своя 15-годишен внук, също по име Григорий, скоро след което убит от езичниците.
Абас е първият автокефален католикос на Албанската църква, която е в тесни връзки с Арменската църква. На събора през 705 година е сключена църковна уния между двете църкви и албанският (агвански) католикосат става подразделение на Арменската църква. Агванският католикосат просъществувава до 1836 година, а арменският остава богослужебен език на удините (потомци на албанците) до края на 20 век.

## Език и писменост
Единственият известен език на Кавказка Албания е агванският (албанският), чието писмо е създадено от Месроп Мащоц след християнизацията на тази страна. По данни от съвременната лингвистика от агванския език произлиза съвременният удински език. Въпреки това в края на краищата този език не се превръща задълго в общоалбанска лингва франка, като впоследствие е заменен в това си качество от арменския и отчасти, в прикаспийските области, от иранските езици (талишки и татски език).

## Под властта на Сасанидите
Цар Урнайр е верен съюзник на Персия и като награда за този съюз Албания получила своята част при разделянето на Армения между Персия и Древен Рим (387) – това са областите Арцах, Утик и Шакашен и част от провинция Пайтакаран. В последната, през следващото столетие, цар Ваче построява град, който нарича в чест на персийския цар Пероз „Перозапат“, станал известен под името „Партав“ (по-късно Барда). Впоследствие този град става столица на Кавказка Албания.
Въпреки това все повече се засилва влиянието на Сасанидски Иран над Кавказка Албания – както политическо, така и религиозно. Скоро албанският цар Ваче е заставен да приеме зороастризма, но бързо след това той отново се връща към християнството. В резултат на което през 450 г. албанците вземат участие в антиперсийско въстание, начело с главнокомандващия персийската армия в Армения Вардан Мамиконян, и към което също така се присъединяват и иберийците. Първата голяма победа на въстаниците е удържана именно в Албания, при град Халхала (днешен Казах), който тогава е служел за лятна столица на албанските (а по-рано и на арменските) царе, след което въстаниците са разгромени при Аварайрската битка. През 457 г. цар Ваче вдига ново въстание, а през 461 г. самостоятелността на Албанското царство в ликвидирана.
Отново избухналото въстание на трите кавказки народа, възглавено от иберийския цар Вахтанг IV Горгосал („Вълчата глава) и арменския главнокомандващ Ваган Мамиконян (481 – 484), принуждава персите да възстановят царската власт в Кавказка Албания. При цар Вачаган Благочестиви (487 – 510) се провежда активна християнизация на населението, като се наблюдава културен подем. По думите на неговите съвременници историци той построил толкова църкви и манастири, “колкото са дните през годината". След неговата смърт властта в Кавказка Албания отново е ликвидирана и заменена с тази на персийски наместници – марзпани. Някои дребни князе, произлизащи от местната династия Араншах, успяват да запазят властта си. От името на тази династия произлиза и персийското название на Кавказка Албания „Аран“, което се запазва чак до 20 век.
През 6 век през Дербентския проход се усилват набезите на номадските племена от север. През 552 г. в източната част на Кавказ нахлуват савирите и хазарите, след което персийският шах Хосрой (531 – 579) предприема в района на Дербент грандиозно фортификационно строителство, което има за цел да защити владенията му от нови вълни на номадски нападения. Знаменитите Дербентски укрепления, построени в периода 562 – 567, прекъснали тесния проход между Каспийско море и Кавказките планини, но все още не били достатъчно препятствие пред номадите. Така през 626 г. нахлува тюрко-хазарска войска, която завзема Дербент и отново разграбва Албания.

## Мехраниди, араби и ислямизация на Кавказка Албания
През втората четвърт на 7 век независимостта на Албания от сасанидските шахиншахове за кратко е възстановена. През 630 г. начело на Албания застава княз Вараз-Григор като полунезависим владетел от династията на Мехранидите (Миграняните), водещи своя произход от персийските Сасаниди. Неговият син Джеваншир първоначално повежда борба против персите, но не след дълго се обединява със Сасанидите срещу арабските нашественици.
В тази епоха се развива албанската писменост, създадена от изобретателя на арменската азбука Месроп Мащоц в началото на 5 век. Впоследствие арменският език, който е език на княжеския двор и на Църквата, малко по малко започва да измества албанския език и в литературата. При княз Джеваншир се случва ново развитие на културния живот. Скоро след смъртта му (убит е от заговорници) е написана „История на страната Алуанк“ от армено-албанския историк Мовсес Каганкатваци (Каланкатуаци). Тази книга е основен източник по история на Кавказка Албания (на староарменски Алуанк, на новоарменски – Агванк). Този паметник съдържа уникален образец от армено-албанска поезия.
В следващите 7 и 8 век през земите на Кавказка Албания преминават хазари и араби, едновременно борещи се за контрол над региона. През 654 г. войските на Арабския халифат, прекосявайки Албания, се отправят към Дербент и атакуват хазарското владение Беленджер. Тази атака завършва с разгром за арабските войски, след която хазарите взимат данък от Албания и извършват няколко набези.
Няколко десетилетия подред княз Джеваншир се опитва да се противопостави на завоевателите, като сключва съюз с хазарите и Византия, но през 667 г., изправен пред двойната заплаха от страна на арабите от юг и хазарите от север, се признава за васал на Халифата, което става повратна точка в историята на страната и способства за нейната ислямизация. През 705 г. властта на династията на Мехранидите е свалена от арабите.
С идването на династията на Омаядите арабите успяват да се закрепят в района на Кавказ и още в първите години на 8 век започва поредица от арабско-хазарски войни. Успехът съпътства както едната, така и другата страна, като погранична зона в този конфликт остава Дербент.
През 716 – 718, когато арабите обсаждат Константинопол, хазарите нахлуват в Източен Кавказ, като отслабват арабските сили. През 730 – 731 се провежда най-големият набег на хазарите. Те стигат до град Ардебил в Южен Азербайджан, а отделни отряди стигат чак до покрайнините на Мосул. През 737 г. арабският пълководец Мерван събира 120-хилядна армия и едновременно през Дербент и Дарялското дефиле нахлува в Хазария. Неговите войски се съединяват под тогавашната хазарска столица Семендер и превземат града. При тази кампания хазарите са унищожени.

## Кавказка Албания и тюрките-огузи
През 9-10 век на албанските князе на няколко пъти за кратко им се удава да възстановят независимостта на Кавказка Албания. През 866 г. албанският княз Хамам предприема краткотраен опит за възстановяване на Албанското царство. С масовото преселение на тюрките-огузи, започнало през 11 век, настъпва и тюркизацията на Кавказка Албания. Тя окончателно загубва самостоятелността си и голяма част от земите ѝ влизат в състава на други феодални държави.